# 日尼奥
日尼奥（法語：Gignod，法語發音：[ʒiɲo]）是意大利瓦莱达奥斯塔大区的一个市镇。总面积25平方公里，人口1562人，人口密度62.5人/平方公里（2009年）。ISTAT代码为007030。